# Cyathea praecincta
Cyathea praecincta là một loài dương xỉ trong họ Cyatheaceae. Loài này được Kunze Domin mô tả khoa học đầu tiên năm 1929.